# Рудольф Мартін Андерсон
Рудольф Мартін Андерсон (англ. Rudolph Martin Anderson; 30 червня 1876, Декора, Айова, США — 21 червня 1961) — канадський зоолог і полярний дослідник, американець за походженням.

## Ранні роки
Рудольф Андерсон народився 1876 року в сім'ї Джона Е. А. Андерсона в Декорі, що в штаті Айова (США).
У 1906 року він захистив у Айовському університеті дисертацію під назвою «Птахи Айови» та отримав ступінь доктора філософії.

## Військова служба
Під час іспансько-американської війни служив капралом у 52-му добровольчому піхотному полку Айови. Від 1900 до 1906 року перебував на службі в 54-му піхотному полку Національної гвардії штату Айова. Від 1906 до 1908 року служив капітаном Національної гвардії штату Міссурі.

## Цивільна кар'єра
Брав участь в Арктичній експедиції Стефанссона — Андерсона, яка від 1908 до 1912 року досліджувала Аляску і північний Юкон, і від 1913 до 1916 року стала частиною Канадської арктичної експедиції під керівництвом Вільялмура Стефанссона.
1912 року приєднався до Клубу дослідників у Нью-Йорку, але покинув його через шість років.
Брав участь у розробці Конвенції про перелітних птахів, яку Канада та США підписали 1916 року. Від 1920 до 1946 року був начальником відділу біології Національного музею Канади.

## Наукові досягнення
Серед численних наукових досягнень Андресона можна виділити описання, спільно з Остіном Рендом, нового виду землерийки, Sorex ugyunak, що часто зустрічається в інуїтських будинках. Видова латинська назва ugyunak мовою інуїтів означає «землерийка».

## Смерть
Він помер у Оттаві 1961 року.

## Окремі праці
- (1897). An annotated list of the birds of Winnebago and Hancock counties, Iowa, OCLC 21470231
- (1913–18). Report of the Canadian Arctic Expedition 1913–18, OCLC 65754731
- (1917). Canadian Arctic Expedition. I. Report of Northern division. II. Report of Southern division,, OCLC 11984074
- (1921). John Macoun[en], 1832 [i.e. 1831]-1920, OCLC 53698027
- (1932). Methods of collecting and preserving vertebrate animals, OCLC 3174231
- (1934). Mammals of the eastern Arctic and Hudson Bay ; Arctic flora, OCLC 1181152
- (1937). Mammals and birds of the western Arctic district, Northwest Territories, Canada, OCLC 27841943
- (1937). Faunas of Canada, OCLC 23859629
- (1943). A synopsis of the rodents of the southern parts of the prairie provinces of Canada, OCLC 83221430